# 1830-talet

Julirevolutionen i Frankrike 1830 banade iväg för mer liberalism.

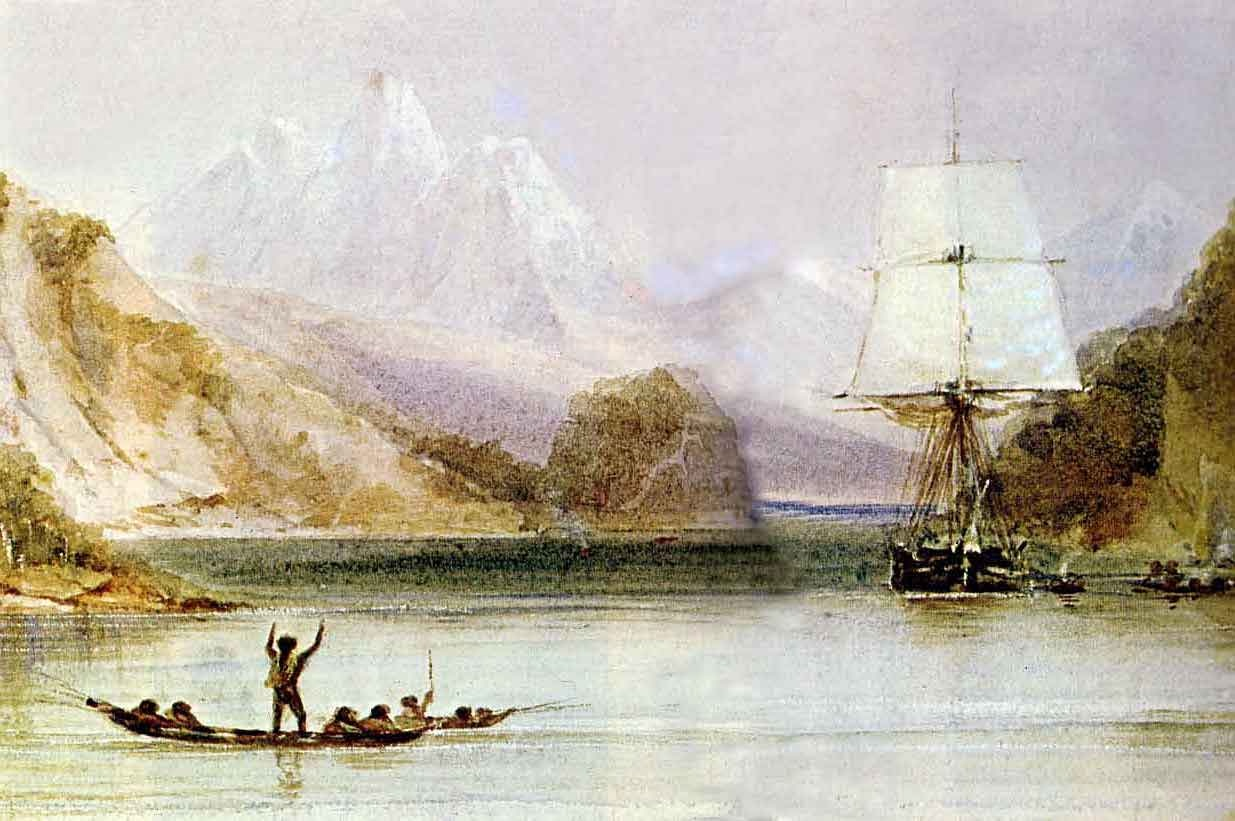
Charles Darwin åkte med båten HMS Beagle.

## Händelser
- Efter framgången för Stephenson Rocket i tävlingen vid Rainhill i oktober 1829, börjar byggandet av järnvägar ta fart i England och USA.
- 1830 - Julirevolutionen i Frankrike.
- 1830 - Lars Johan Hierta grundar Aftonbladet.
- 1831–1836 - Charles Darwin deltar i en expeditionen till södra halvklotet med båten HMS Beagle.

## Födda
- 21 oktober 1833 – Alfred Nobel, svensk uppfinnare, Nobelprisets stiftare.
- 2 juni 1835 – Pius X, påve.

## Avlidna
- 3 december 1839 – Fredrik VI av Danmark, kung av Danmark och kung av Norge.